# Kohner Ida
Farkas Istvánné szászbereki báró Kohner Ida (Budapest, 1895. február 28. – Budapest, 1945. január) magyar festőművésznő.

## Életútja
Szászbereki báró Kohner Adolf és Kohner Helén (Irén) leánya. A részben az apa, Kohner Adolf segítségével alapított szolnoki művésztelepen tanult Fényes Adolfnál, majd rövid ideig a Mintarajziskolában Budapesten 1912 és 1913 között. Tanulmányutat tett Rómában és Firenzében. A fővárosi Műcsarnokban az 1918–19-iki téli kiállításon állított ki először (Nyári délelőtt). Gyűjteményes kiállítása volt az Ernst Múzeumban (1923) főleg olaszországi és szolnoki tájképekből: Umbriai dombok; San Francesco stb. 1918-tól bemutatta műveit a Nemzeti Szalon, a Műcsarnok és a Tamás Galéria kiállításain. Külföldön Stockholmban, Velencében és Hágában voltak tárlatai. Orosz balett címen 12 lapból álló rézkarcolata jelent meg. 1925. június 18-án Budapesten, az Erzsébetvárosban feleségül ment Farkas István festőművészhez, akivel ugyanattól az évtől, 1925-től 1933-ig Párizsban éltek. Kohner Ida egyik művét őrzi a budapesti Szépművészeti Múzeum. 
Férjét 1944-ben az auschwitzi koncentrációs táborba hurcolták, ahol 1944-ben megölték. Kohner Ida 1945-ben lett a holokauszt áldozata, kivégzése után a nyilasok a Dunába lökték a testét. Halálának időpontjaként 1945. január 15. éjféli 12 órát állapított meg a budapesti központi járásbíróság.

## Emlékezete

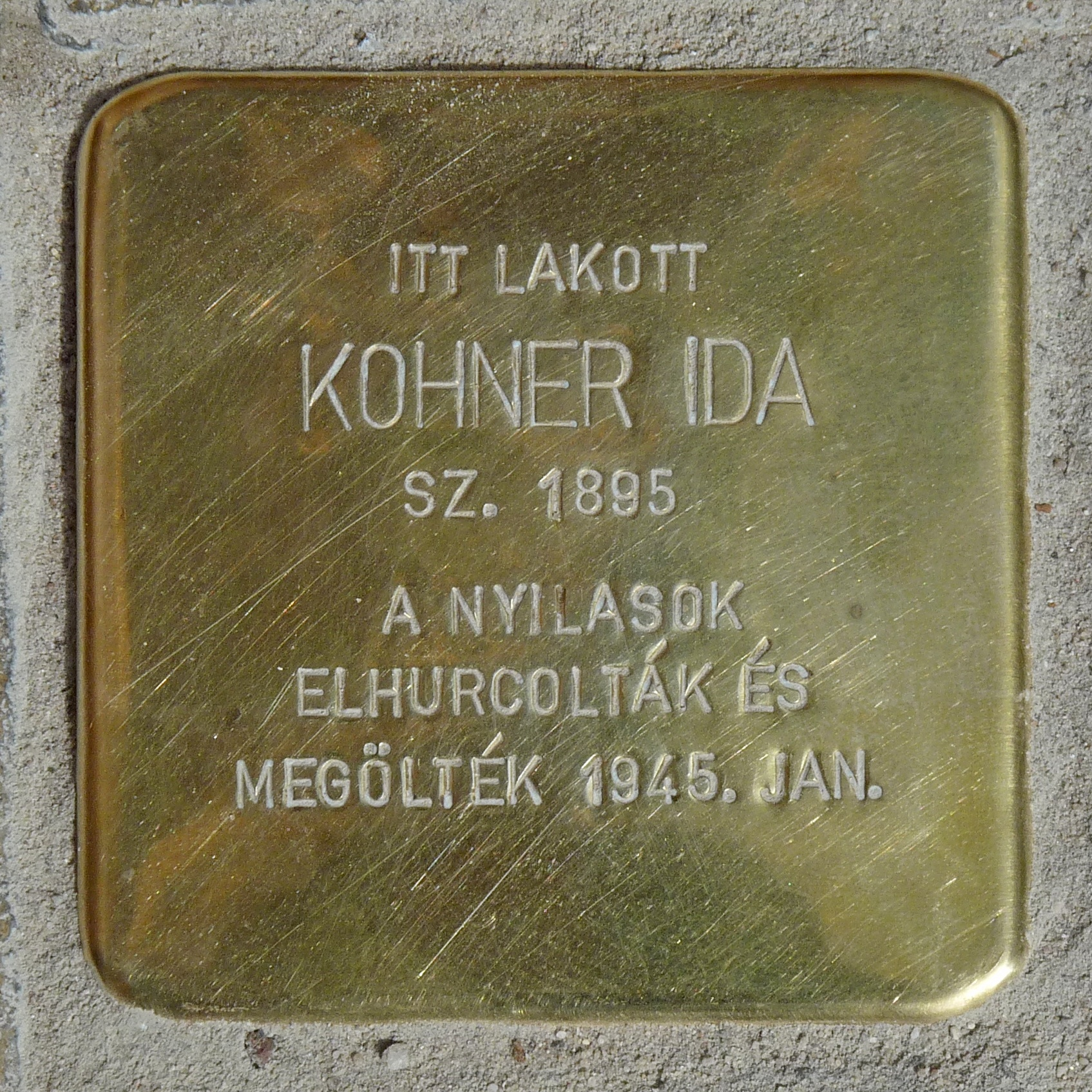

2015-ben emlékére botlatókövet helyeztek el egykori ferencvárosi lakása (Ráday utca 8. szám) előtt.